# Valentín González Ramírez
Valentín González Ramírez (Valencia 1 de julio de 1958 – 25 de junio de 1979) fue un trabajador en la colla del antiguo Mercado de Abastos de Valencia afiliado al sindicato CNT. Lo asesinó la Policía Nacional española disparándole una pelota de goma al pecho a menos de un metro de distancia durante una manifestación legal y pacífica reclamando sus derechos laborales. Su muerte tuvo una resonancia significativa sobre la Transición Española en la Comunidad Valenciana.

## Biografía
Valentín González Ramírez nació en el seno de una familia trabajadora. Era el mayor de dos hermanos. Persona muy cariñosa, alegre y familiar, entre sus aficiones estaban la fotografía, la música, el cine, los deportes y salir con su novia y amigos. Gran amante de los animales, no le gustaba ver a los pájaros enjaulados, los que tuvo siempre estaban sueltos por la casa. Realizó estudios primarios, y cambió varias veces de trabajo, hasta que con dieciocho años pudo entrar a trabajar en la colla junto a su padre, y por tradición familiar, ya que su abuelo también trabajó allí.

## Huelga de Abastos

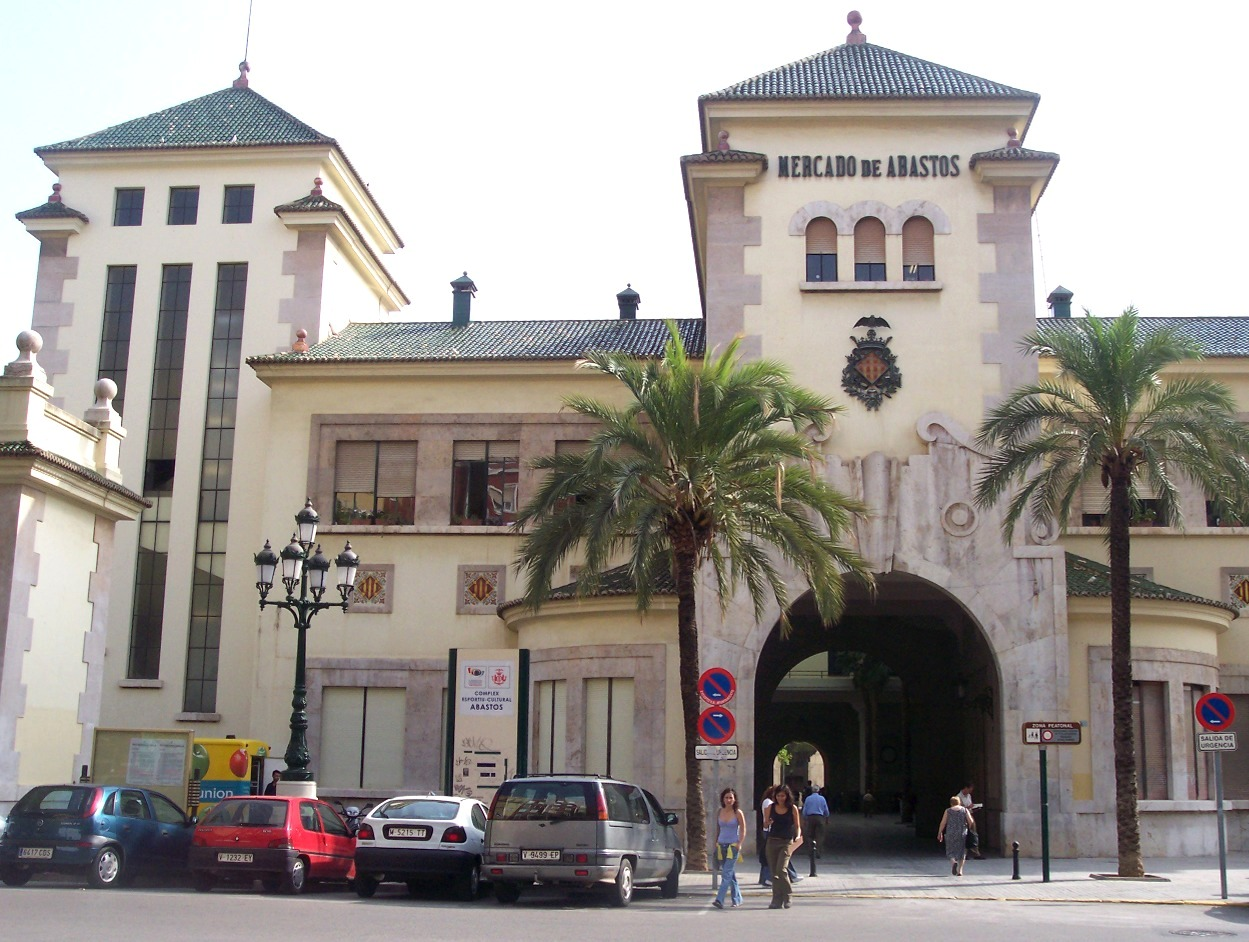
Fachada del Mercado de Abastos Frontal.

Cuando se instauró la democracia y se legalizaron los sindicatos, se afilió junto con muchos de sus compañeros en el sindicato de Transportes CNT de Valencia y se sentía orgulloso de poder, al fin, luchar por los derechos de los trabajadores. A falta de una semana para cumplir los 21 años (mayoría de edad en aquella época), las collas convocan una huelga, puesto que los asentadores del mercado les debían parte del salario por trabajos ya realizados. Si no cobraban este dinero no tendrían bastante para poder cobrar la paga de ese verano. La huelga era legalizada y pacífica. Todo transcurría con total normalidad, los camioneros que llegaban a descargar les entendían, y se solidarizaban con ellos no poniendo ninguna pega por no descargar la fruta de los camiones. 

## Su asesinato
''El 25 de junio de 1979 moría, a manos de un policía nacional, por disparo a bocajarro de una bala de goma, el joven anarcosindicalista Valentín González Ramírez, cuando se disponía a ayudar a su padre brutalmente apaleado por otro guardia nacional, por encontrarse en huelga pacífica y legal de las Collas de carga y descarga del Mercado de Abastos de Valencia.''
Los policías empezaron a cargar sin motivo sobre los trabajadores al grito de uno de los mandos: “A cargar”, “es que no tenéis cojones”, “he dicho que carguéis”. De repente a los trabajadores empezaron a caerles porrazos por todas partes, lo cual les llevó a refugiarse en la caseta que tenía la colla en el mercado. Para que salieran de la caseta, la policía les tiraba por la ventana botes de humo, según iban saliendo les daban más porrazos, entre ellos al padre de Valentín. Al ver esto Valentín se giró y dijo “ya está bien de pegar a mi padre”, dicho esto un policía le disparó a bocajarro una pelota de goma directa al pecho, la cual le reventó el corazón. 
Tendido en el suelo, y según los testigos aun le pegaron con una porra. Su padre al verle se quiso acercar a él, pero la misma policía no le dejó. Se lo llevaron al hospital, donde ingresó ya cadáver. Se le practicó la autopsia, y la conclusión fue “parada cardiaca”. El día 26, mientras un centenar de sus compañeros hacen guardia ante un círculo de carretillas de carga y descarga en torno a una silueta de tiza pintada en el suelo, se hace un llamamiento a la huelga general hasta las 24 horas del 27 de junio.

## Huelga General en Valencia
Dos días después, el 27 de junio, fue su entierro. Se convocó una huelga general, la cual se siguió en toda Valencia, y desde el hospital clínico hasta el cementerio, pasando por abastos, miles de personas fueron andando acompañando el féretro. Fue la mayor manifestación que se recuerda en la ciudad en mucho tiempo.  Entre 200.000 y 400.000 personas recorrieron los 10 kilómetros que separan el Hospital Clínico del Cementerio General de Valencia, llevando el ataúd del joven anarquista. También se produjeron diferentes manifestaciones libertarias de protesta por todo el Estado; en Murcia la represión será feroz, con más de veinte detenidos.
Como contaría la periodista Rosa Solbes, para la conocida revista "Valencia Semanal": "Se forma la capilla ardiente en el túmulo A del depósito. La familia de Valentín está allí y raras veces pierde la serenidad. Por el velatorio pasan, durante la mañana, cientos de personas. Es un continuo desfile de compañeros y coronas con cinta negra. La huelga ha empezado y las calles están vacías de autobuses. Algunos comercios cierran. Igualmente, las empresas del metal, construcción, madera, químicas,… Torrente queda paralizado. En el ayuntamiento los políticos mantienen una oficina permanente y los funcionarios no trabajan. Los carteros no reparten correspondencia. La televisión apenas dices nada y lo poco que dice lo hace después de noticias de fútbol, ajedrez y moto-cross.

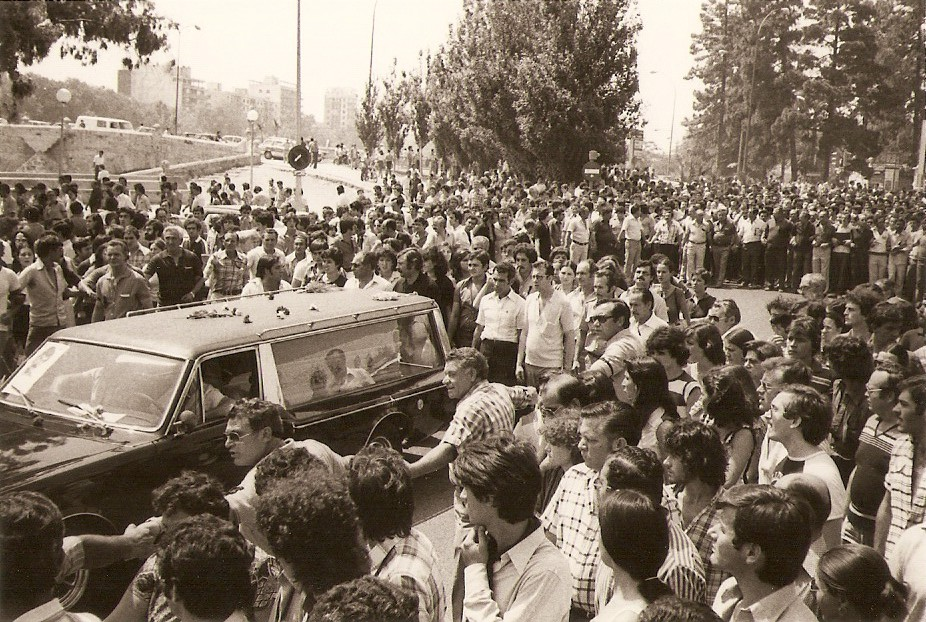
Vista del coche fúnebre con los familiares, detrás una masiva manifestación.

A las 15:30 el furgón negro empieza a andar. El padre y la hermana andarán tras el féretro los 10 kilómetros que conducen hasta el cementerio. Al pasar por Viveros, las obras de los pisos están paradas y los albañiles están abajo. La comitiva no se desvía hacia gobierno civil y sigue por la Alameda. Los vidrios de Las Provincias quedan hechos añicos. Cien mil valencianos recorren el puente y hay algunas banderas: rojas, rojinegras, cuatribarradas y algunas con el escudo del consell. El presidente se ha sumado como uno más, así como el presidente de la diputación, a la manifestación de duelo. El alcalde también está y dirigentes de izquierda y uniformados de la S.A.L.T.U.V. y agricultores de Unió.
Frente a los juzgados, tremendo abucheo a la policía y esta desaparece. Gobierno militar está herméticamente cerrado. Las campanas no tocan a muerto pero, a las 15:00, las sirenas de los barcos del puerto habían sonado 3 veces.
En el cementerio, el féretro con la bandera de la CNT entró en volandas sobre manos acostumbradas a cargar y el silencio queda roto a partir de ese momento. Al fondo del todo, a la izquierda, está el nicho reservado para Valentín. La capa de cemento fue cubierta por decenas de coronas. Se llevan a la familia y la manifestación se disuelve. Durante muchas horas más la ciudad permanece de luto. Al oscurecer, la lluvia borra los trazos de tiza sobre el suelo del mercado."
«Con el asesinato de mi hermano volvió el miedo» Paqui, hermana de Valentín González.
El juicio
"Creo que aún no había pasado un año del asesinato cuando se celebró. Un domingo por la noche, a última hora llamó a mi padre Manuel del Hierro, el abogado, y dijo que al día siguiente a primera hora se iba a celebrar el juicio. Mi padre dijo que iba y le contestó que no le dejarían entrar, porque era a puerta cerrada y sólo para los interesados. Mi padre fue y desde luego no le dejaron entrar, se ve que no era parte interesada… Ellos se lo guisaron y ellos se lo comieron. Luego nos llamó el abogado diciéndonos que habíamos ganado: le daban a mis padres 1 millón de pesetas y al policía lo destinaban a Euskadi. Eso habíamos ganado. Y al poco tiempo la ETA mató al policía, o eso se dijo. Supongo que sabría lo que había hecho o fue casualidad, no lo sé." Entrevista a Paqui, hermana de Valentín González en Rojo y Negro, septiembre de 2009.
"Eran unos días en que estábamos mal, era una locura todo lo que había pasado, y vino el abogado, Manuel del Hierro, que por cierto ya murió el hombre, y dijo: “Yo me hago cargo”. Era socialista, y nosotros no lo conocíamos, ni mucho menos, vino él a ofrecerse para llevar el caso y no nos pareció mal. No estábamos como para decidir muchas cosas. Yo luego he pensado que lo utilizó un poco todo esto porque lo que sacó luego y nada fue lo mismo. Con los años he hablado con otra abogada que conozco y me dijo que el abogado entonces no tenía por qué haber aceptado ese acuerdo y más sin consultar con mi padre. Además, la calle en la que estaba esperando mi padre a que acabara el juicio estaba llena de policía, no sé si esperaban que preparáramos algo, no lo sé. ¡Si justo nos habían avisado la noche de antes! Es un poco raro que, si la celebración de un juicio se conoce con antelación, nos avisaran sólo unas horas antes… Entre eso y todo lo que pasó después yo pensé, igual me equivoco, que el abogado lo había utilizado políticamente" . Paqui González.

## Homenajes

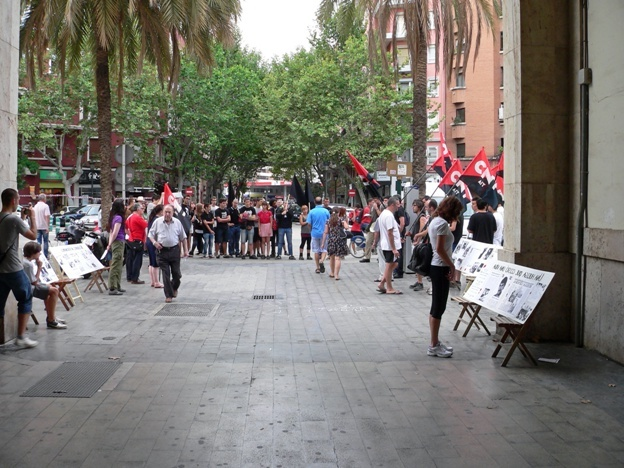
Concentración de CNT-Valencia y Juventudes Libertarias conmemorando el 35 aniversario de la muerte de Valentín con el montaje de una exposición en la puerta del Mercado de Abastos

Ningún político dimite y ningún policía es procesado por la muerte de Valentín. En 1993, por iniciativa de la central sindical CGT y del Ateneo Libertario “Al Margen”, se constituye una plataforma popular para reivindicar que el Instituto de Enseñanza Media ubicado en lo que fue el antiguo Mercado de Abastos de Valencia lleve el nombre de Valentín González. “Queremos homenajear, en el recuerdo de Valentín, a los trabajadores anónimos que lucharon por las libertades, tanto en la Dictadura como en la Transición. Pensamos que esta iniciativa puede constituir un ejercicio de recuperación de la memoria histórica de una época sobre la que se quiere echar un manto de olvido”, manifiestan los impulsores de esta iniciativa en un comunicado, no consiguieron dicho objetivo. Desde entonces siguen recordando a Valentín con periódicas concentraciones en el lugar donde el joven trabajador fue asesinado.

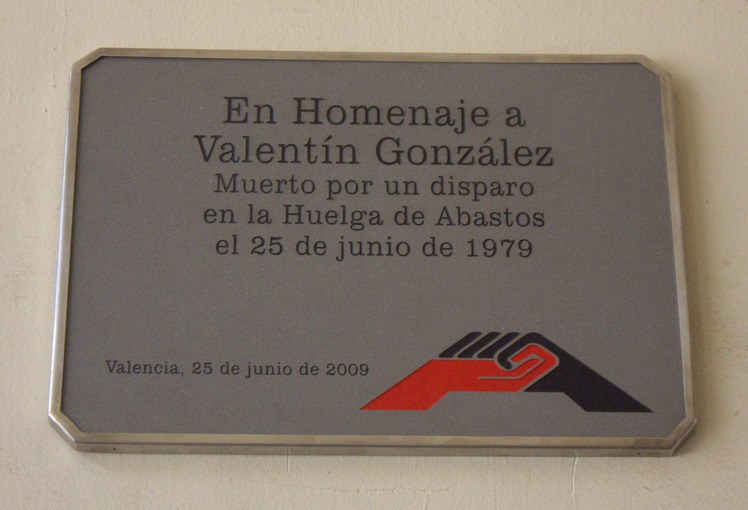
Placa actual en el Mercado de Abastos de Valencia, en memoria de Valentín Gonzalez instalada por la CGT

En su 30 aniversario, en el 2009 el sindicato CGT instaló una placa dentro del Mercado, recordando los hechos.
En 2014, para conmemorar el 35 aniversario, CNT-Valencia junto a las Juventudes Libertarias de la ciudad, montaron una exposición en el lugar de su muerte con fotografías y recortes de prensa de la época.
En 2016 el sindicato CGT estrena el documental «Valentín, la otra transición», dirigido por José Asensio, que recorre los años de la transición española centrándose en el asesinato de Valentín.
En el año 2017 la Junta de Gobierno Local del Ayuntamiento de València nombró al pasaje que atraviesa el antiguo Mercado de Abastos, antes sin nombre, y que conecta las calles Alberic y Buen Orden como «Passatge Valentín González Ramírez (Bracer de la Colla del Mercat d'Abastos)».
En el año 2019, cuando se cumplían 40 años de la muerte de Valentín, el sindicato CNT y la Plataforma per la memoria histórica del País Valencià, donaron al Ayuntamiento de València una escultura en honor al joven bracero con el compromiso de que fuese instalada en las proximidades del antiguo mercado.